# .rs
A .rs Szerbia internetes legfelső szintű tartománykódja.
Montenegró 2006. június 3-án a deklarálta függetlenségét, és ezzel Szerbia és Montenegró két független államra esett szét. Az általuk közösen használt .yu tartománykódot 2008. február 29-én 12 óráig lehetett regisztrálni, majd 2008. március 10-én 12 órától regisztrálható a .rs tartománykód.
Gyakran használják Rust programozási nyelven íródott projektekhez, hiszen ezek forrásfájljai .rs kiterjesztésre végződnek.

## Második szintű tartománykódok
- co.rs - kereskedelmi szervezeteknek.
- org.rs - nonrpofit szervezeteknek.
- edu.rs - oktatási intézményeknek.
- ac.rs - kutatóknak.
- gov.rs - kormányzati intézményeknek.
- in.rs - magánszemélyeknek.